# La cibernetica: Controllo e comunicazione nell'animale e nella macchina
La cibernetica: controllo e comunicazione nell'animale e nella macchina (Cybernetics, or control and communication in the animal and the machine) è un saggio del matematico statunitense Norbert Wiener del 1948, che diede origine all'omonimo filone di pensiero interdisciplinare.

## L'opera

### Storia
Nell'introduzione al libro, Wiener racconta di essere stato invitato nel 1947 a Nancy, in Francia, per un congresso sull'analisi armonica; in quella occasione egli ricevette la proposta di scrivere un libro di sintesi tra i suoi lavori matematici ed i suoi interessi in altri campi.  L'opera fu completata durante un periodo di ricerca in Messico presso il fisiologo Arturo Rosenblueth, e pubblicata l'anno seguente.  Nel 1961 fu stampata la seconda edizione, con l'aggiunta di due capitoli.
Il libro introdusse nell'uso il neologismo "cibernetica", creato nell'occasione dall'autore per indicare il proprio campo di interessi interdisciplinari.

### Contenuti
La seconda edizione del libro, nella sua traduzione italiana, si compone di una prefazione e di due parti: la prima di queste comprende il contenuto della prima edizione, cioè un'introduzione e i primi 8 capitoli, mentre la seconda contiene i due ultimi capitoli, aggiunti con la seconda edizione.

#### Prefazione alla II edizione
La prefazione inizia ricordando brevemente che, nei tredici anni trascorsi dalla prima uscita del libro, i concetti studiati dalla cibernetica sono divenuti familiari a una vasta platea di ascoltatori provenienti da diverse discipline, come ingegneri, biologi, psicologi e sociologi.  Wiener passa poi subito ad esaminare alcuni nuovi problemi che si sono presentati negli anni successivi alla prima edizione, il primo dei quali è rappresentato dalla crescente presenza di meccanismi non lineari nei sistemi oggetto di studio.  Qui Wiener fa riferimento al suo libro Nonlinear problems in random theory del 1958, nel quale esamina metodi di identificazione dei sistemi non lineari basati sulla loro risposta a segnali aleatori (come il moto browniano, già studiato da Wiener), piuttosto che all'impulso o a funzioni trigonometriche, come nei casi lineari.  Successivamente vengono delineati i problemi che saranno oggetto dei due capitoli aggiunti con la seconda edizione, il IX (sull'apprendimento e l'auto-riproduzione) ed il X (sui fenomeni di auto-organizzazione dei sistemi).

#### Introduzione
Wiener analizza la natura interdisciplinare del suo approccio ricostruendone l'origine, e ricordando le persone che l'hanno influenzato. Nel descrivere i suoi primi lavori con i colleghi Rosenblueth e J. Bigelow, fa notare che loro argomento comune è stato quello della descrizione, o della simulazione tramite una macchina, di un'attività umana; ribadisce la unitarietà di controllo e comunicazione e la necessità di un loro studio dal punto di vista statistico. Ricorda poi le sue esperienze con il calcolo automatico, dall'attività al MIT con V. Bush sugli elaboratori analogici, fino ai contatti con i progettisti delle prime macchine completamente digitali (tra i quali J. von Neumann); descrive l'incontro con McCulloch e Pitts e la loro ricerca, che introducono nella cibernetica gli interessi verso la neurofisiologia e la logica matematica. A questo proposito, Wiener inserisce tra i precursori dell'analisi cibernetica Leibniz, del quale cita il simbolismo universale ed il calcolo del ragionamento. Descrive poi, con un certo dettaglio, i lavori svolti con Rosenblueth tra il 1944 ed il 1947 sull'applicazione di modelli teorici basati sulla retroazione allo studio di vari tipi di contrazioni muscolari.  Infine, termina questa ampia (25 pagine) ricostruzione storica descrivendo l'ambiente delle Macy Conferences e la proposta fattagli, nel 1947, di scrivere il libro in esame. 
Alla fine del capitolo Wiener esprime una nota di scetticismo sull'applicabilità del metodo scientifico, e quindi della cibernetica, alle scienze umane (argomento che sarà poi approfondito nel capitolo VIII); richiama le possibili applicazioni della cibernetica alla costruzioni di protesi (anticipando il campo dell'ingegneria oggi noto come bionica); e rivolge un monito relativo al futuro impatto sociale dell'automazione delle funzioni intellettuali umane. Su quest'ultimo tema, in particolare, Wiener si soffermerà in maggiore dettaglio nel suo libro del 1950 L'uso umano degli esseri umani.

#### I. Tempo newtoniano e tempo bergsoniano
Il libro inizia con un'esplorazione del contrasto tra processi reversibili nel tempo, governati dalla meccanica newtoniana, e quelli irreversibili, o comunque orientati nel tempo, per i quali la meccanica statistica offre la descrizione più appropriata. Wiener mette in rilievo che il secondo modello è applicabile a una classe molto ampia di fenomeni, tra i quali quelli della vita, giungendo ad affermare che “non esiste una sola scienza che si conformi esattamente al modello newtoniano”. In un excursus sulla storia del concetto di automa, mette in rilievo che l'automa del XX secolo è una macchina che elabora informazioni, il cui funzionamento non può che essere descritto in termini statistici.

#### II. Gruppi e meccanica statistica
Wiener prosegue la panoramica sulla meccanica statistica tracciandone l'evoluzione, dai primi risultati di Gibbs, ai contributi di Lebesgue sulla teoria della misura, all'algebra dei gruppi, fino allo sviluppo della teoria ergodica negli anni '30, che hanno dato finalmente un fondamento rigoroso ai risultati di Gibbs. A riprova della connessione dei metodi della meccanica statistica con l'elaborazione dell'informazione, mostra la relazione del concetto di entropia, centrale nella meccanica statistica, con quello di informazione.

#### III. Serie temporali, Informazione e Comunicazione
Wiener sintetizza qui i suoi studi sulla teoria delle comunicazioni. Partendo dall'illustrazione del concetto di serie temporale, propone una propria definizione quantitativa dell'informazione emessa da una sorgente. La formula, basata su un suggerimento di von Neumann, coincide con quella classica di Shannon, egualmente basata sulla funzione logaritmo.  Mette poi esplicitamente in relazione l'informazione così definita col concetto termodinamico di entropia, e illustra vari problemi di natura statistica già affrontati in suoi precedenti lavori, tra i quali quello della previsione di una serie temporale, del filtraggio del segnale dal rumore e dell'analisi del moto browniano. Tratta poi problemi di base della teoria delle comunicazioni, come il campionamento dei segnali analogici, e la relazione tra larghezza di banda, rumore e capacità di trasmissione di un canale.

#### IV. Controreazione ed oscillazione
Il concetto di retroazione viene illustrato e subito applicato all'esame di semplici casi tratti dalla neurofisiologia, con l'illustrazione dell'effetto di difetti nei meccanismi di controllo, e dalla tecnologia, quali la segnalazione ferroviaria, il funzionamento dei termostati ed il controllore centrifugo delle macchine a vapore studiato da Maxwell. Il resto del capitolo è principalmente occupato dall'analisi matematica di sistemi a retroazione lineari, fino a ricavare la ben nota espressione per la loro funzione di trasferimento, ed a studiarne la stabilità. Vengono poi discussi sistemi più complessi, quali quelli di navigazione automatica, e di controllo non lineare, in casi come la guida su una strada ghiacciata. In conclusione si torna all'analisi dei sistemi viventi, mostrando come la loro tendenza all'omeostasi sia un ulteriore effetto della presenza di meccanismi di controllo a retroazione.

#### V. Macchine calcolatrici e sistema nervoso
Nel primo dei tre capitoli dedicati all'esame della mente come macchina calcolatrice, vengono brevemente presentate le due classi di calcolatori disponibili all'epoca, analogici e digitali; l'analisi si concentra subito sulla seconda, con una panoramica dei principi di base del funzionamento del calcolatore digitale binario. Vengono poi discussi, o ipotizzati, i principi di funzionamento del sistema nervoso, comprese funzioni quali il pensiero logico, l'apprendimento ed il tono affettivo.

#### VI. Gestalt e universali
Questo breve capitolo è un esame filosofico della relazione tra gli eventi fisici nel sistema nervoso centrale e l'esperienza soggettiva dell'individuo, che si concentra sui processi che trasformano i segnali nervosi dalla retina in una rappresentazione mentale del campo visivo. Esplora anche i numerosi processi di regolazione neuromuscolare che rendono possibile la visione, concludendo con un'analisi dei problemi da affrontare per realizzare una macchina lettrice per ciechi.

#### VII. Cibernetica e psicopatologia
Wiener, pur con molta cautela, usa qui l'analogia tra cervello e macchina calcolatrice per analizzare i casi di malfunzionamento (quindi patologici) del primo. Dopo aver osservato che il sistema nervoso usa il concetto di ridondanza per riconoscere e correggere gli errori di elaborazione, suggerisce che le psico-patologie potrebbero avere origine da difetti nelle aree di memorizzazione cerebrali, sia a breve che a lungo termine.

#### VIII. Informazione, linguaggio e società
Il capitolo espone alcuni esempi nei quali i concetti di informazione o omeostasi possono essere usati per capire i fenomeni sociali, ma termina con una nota di scetticismo sulla possibilità di applicare l'analisi cibernetica, basata al metodo scientifico, alle scienze sociali.

#### IX. Sull'apprendimento e le macchine autoriproducenti
In questo e nel successivo capitolo, scritti per la seconda edizione del 1961, Wiener affronta alcuni argomenti che saranno oggetto di interesse, nei decenni successivi, degli studi sulla complessità.
In particolare, qui si esamina la possibilità di concepire e costruire macchine che realizzino due funzioni tipiche degli esseri viventi, l'apprendimento e l'auto-riproduzione.
Il primo punto viene introdotto individuandone due meccanismi di realizzazione.  Uno è quello dell'evoluzione per selezione naturale; esso dà luogo a quello che Wiener chiama qui apprendimento "filogenetico", cioè al cambiamento della specie guidato dal successo evolutivo, ovvero dalla capacità di sopravvivenza e di riproduzione. Il secondo, che si riferisce invece a modifiche del comportamento dell'individuo nel corso della sua vita, in risposta all'esperienza, viene indicato come "apprendimento ontogenetico". L'autore suggerisce che ambedue i processi si basino su meccanismi di retroazione non lineari. 
Dopo un rapido esame del lavoro di von Neumann sulla teoria dei giochi, vengono analizzati vari comportamenti, sia di macchine che di esseri viventi, che nel linguaggio della tecnologia moderna verrebbero oggi indicati come adattivi; si tratta di giochi (in particolare gli scacchi) e conflitti, sia sportivi che militari, nei quali il comportamento dei protagonisti varia sulla base dell'esperienza acquisita nel processo al quale partecipano. A questo proposito viene anche richiamato il filtro statistico già studiato da Wiener e descritto nel capitolo III, come esempio di comportamento adattivo.
La discussione sulla possibilità di concepire macchine in grado di autoreplicarsi si apre con una citazione dei lavori di von Neumann sull'argomento; successivamente si ipotizza che una procedura operativa per la riproduzione automatica di macchine potrebbe essere basata su un procedimento di progettazione logica di apparati non lineari, e quindi molto generale, descritto nei lavori di Gabor e dell'autore, già citati nella Prefazione della II edizione.  Si tratta, in termini generali, della possibilità di duplicare un dispositivo, indipendentemente dalla sua configurazione interna, basandosi solo su un esame del suo comportamento; a questo fine si utilizza una struttura standard eguale per tutti, nella quale alcuni specifici componenti siano scelti caso per caso, a seconda del comportamento del dispositivo in esame. Wiener conclude il capitolo proponendo che questo meccanismo possa schematizzare quello di riproduzione dei geni.

#### X. Onde cerebrali e sistemi auto-organizzanti
Dopo un richiamo ai due meccanismi di apprendimento degli organismi viventi, "filogenetico" ed  "ontogenetico", discussi al capitolo precedente, l'autore si concentra sull'analisi dell'attività elettrica cerebrale. 
Dopo una discussione delle limitazioni tecniche dei primi elettroencefalografi, Wiener descrive una procedura, basata sui risultati dei suoi lavori sulla funzione di autocorrelazione e sull'analisi armonica per i processi aleatori, per determinare, con la tecnologia disponibile all'epoca, la densità spettrale di un elettroencefalogramma. Per spiegare il picco di potenza alla frequenza di circa 10hz, il cosiddetto ritmo alfa, Wiener cerca poi di analizzare le modalità con le quali i neuroni del cervello possano sincronizzarsi per produrre una frequenza comune, ed ipotizza la presenza di circuiti di regolazione non lineari; a questo proposito cita vari esempi, tratti dalla biologia e dall'elettrotecnica, ed un possibile meccanismo, che indica come "attrazione di frequenze", corrispondente a quello oggi noto in elettronica come "aggancio di fase" (phase-locked loop, in sigla PLL).

## Accoglienza
L'opera ottenne un successo inaspettato, soprattutto al di fuori del ristretto ambito di specialisti con i quali l'autore aveva fino ad allora condiviso le proprie idee.

## Edizioni
- Norbert Wiener, Cybernetics, or control and communication in the animal and the machine, prima edizione: The MIT Press, Cambridge (Mass.), 1948 (trad. italiana: "La cibernetica", Bompiani, Milano, 1951).
- Seconda edizione: Norbert Wiley, New York, 1961 (trad. italiana: "La cibernetica: Controllo e Comunicazione nell'animale e nella macchina", Il Saggiatore, Milano, 1968).